# Oratorio di San Lucio (Taleggio)
L'oratorio di San Lucio è il principale luogo di culto cattolico della località di Cantiglio, contrada di Taleggio in provincia e diocesi di Bergamo. La chiesa è sussidiaria della parrocchia di Sant'Ambrogio Dottore in Pizzino, appartenente al vicariato di San Giovanni Bianco-Sottochiesa, nella comunità ecclesiale territoriale Valle Brembana.

## Storia
L'oratorio, costruito nel 1870 per volere dei mandriani che durante l'estate trascorrevano lunghi periodi con le mandrie sul Monte Cancervo, venne benedetto 18 agosto dello stesso anno dal parroco don Luigi Mauri. 

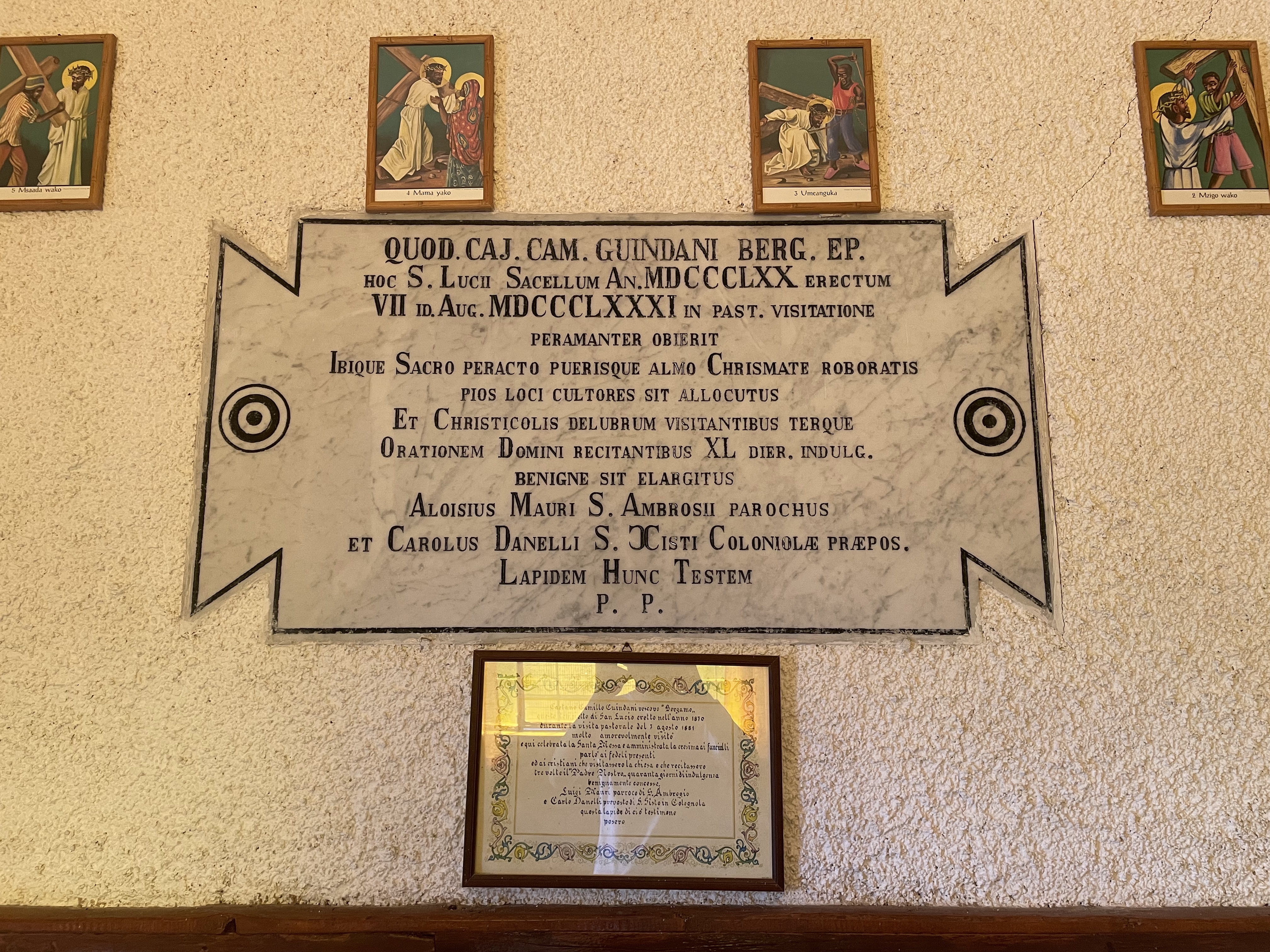
La lapide a testimonianza della visita pastorale del Vescovo Guindani

Nel 1897 la chiesa venne visitata dal vescovo di Bergamo Camillo Guindani durante il pellegrinaggio pastorale pastorale iniziato nel 1881. Come testimoniato dalla piccola lapide sulla parete sinistra, il vescovo concesse 40 giorni di indulgenza a chiunque visitasse l'oratorio.
Il 18 agosto 1935 in occasione dei 65 anni dalla consacrazione, la chiesa venne visitata nuovamente dal vescovo di Bergamo Adriano Bernareggi.
Nella notte tra il 3 e il 4 dicembre 1943 i soldati nazifascisti bruciarono la chiesa e tutta la borgata durante un rastrellamento che coinvolse i partigiani Marcel Jabin, Evaristo Galizzi e il genovese Giorgio Issel. 

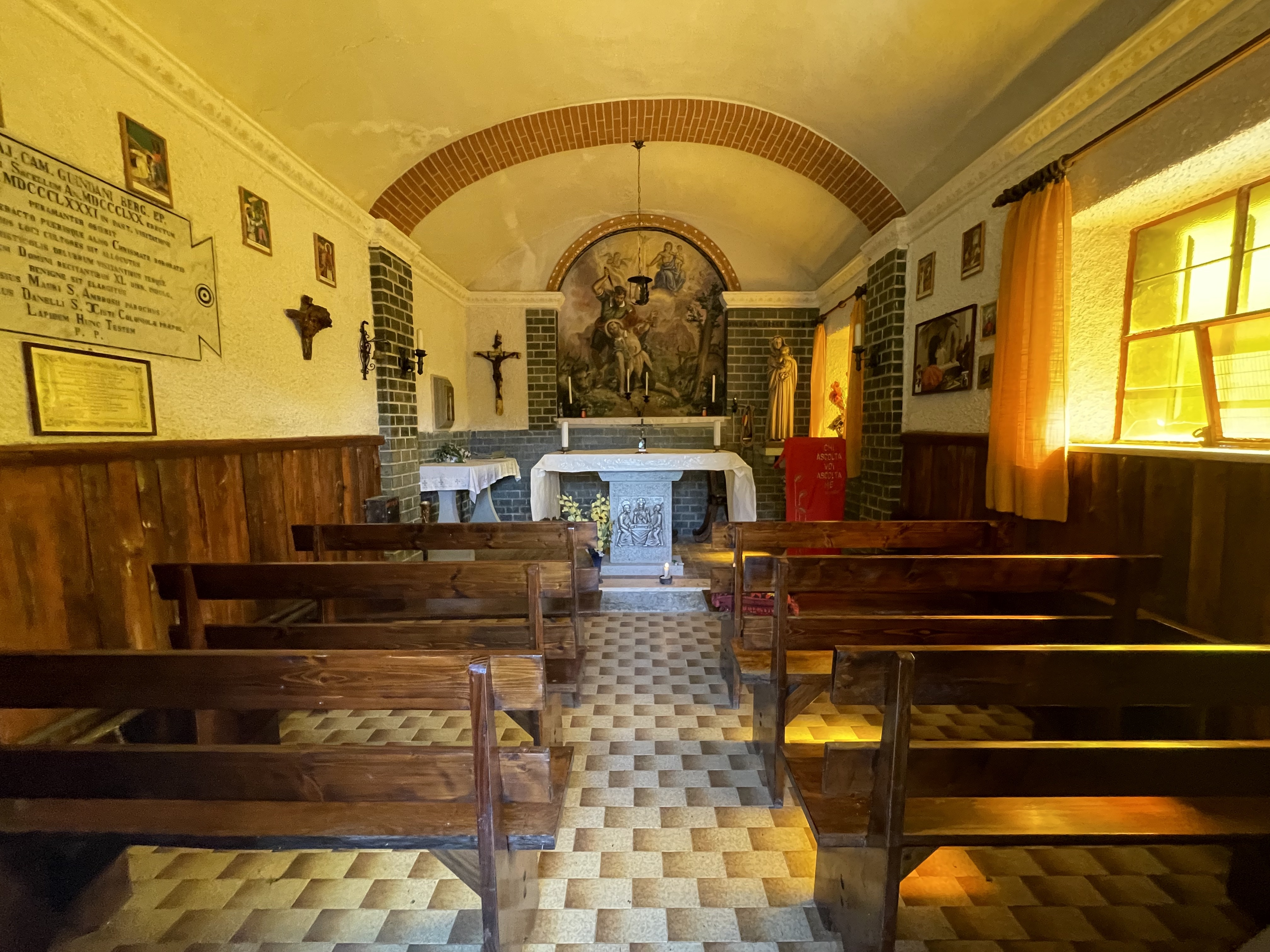
L'interno della chiesa

Numerosi preziosi arredi sacri furono irreparabilmente persi nell'incendio del 27 giugno 1944 che coinvolse la canonica di Pizzino. In via precauzionale, infatti, furono trasportati a Valle dalla popolazione locale che li affidò al parroco Valentino Ongaro, appena insediatosi nei primi mesi del 1944.
Nel dopoguerra, l'edificio venne nuovamente riaperto al culto.

## Descrizione

### Esterno

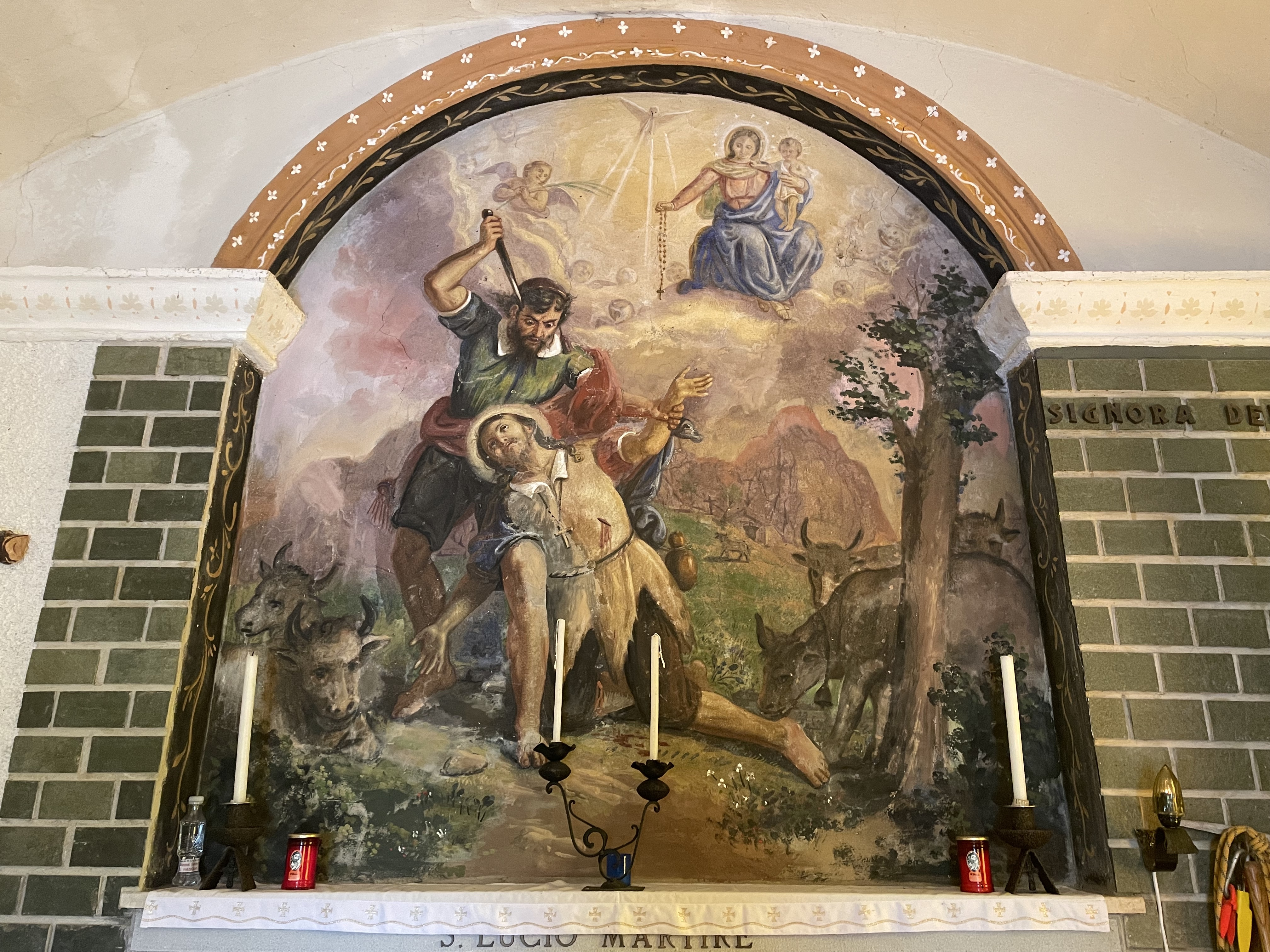
L'affresco raffigurante il martirio di San Lucio

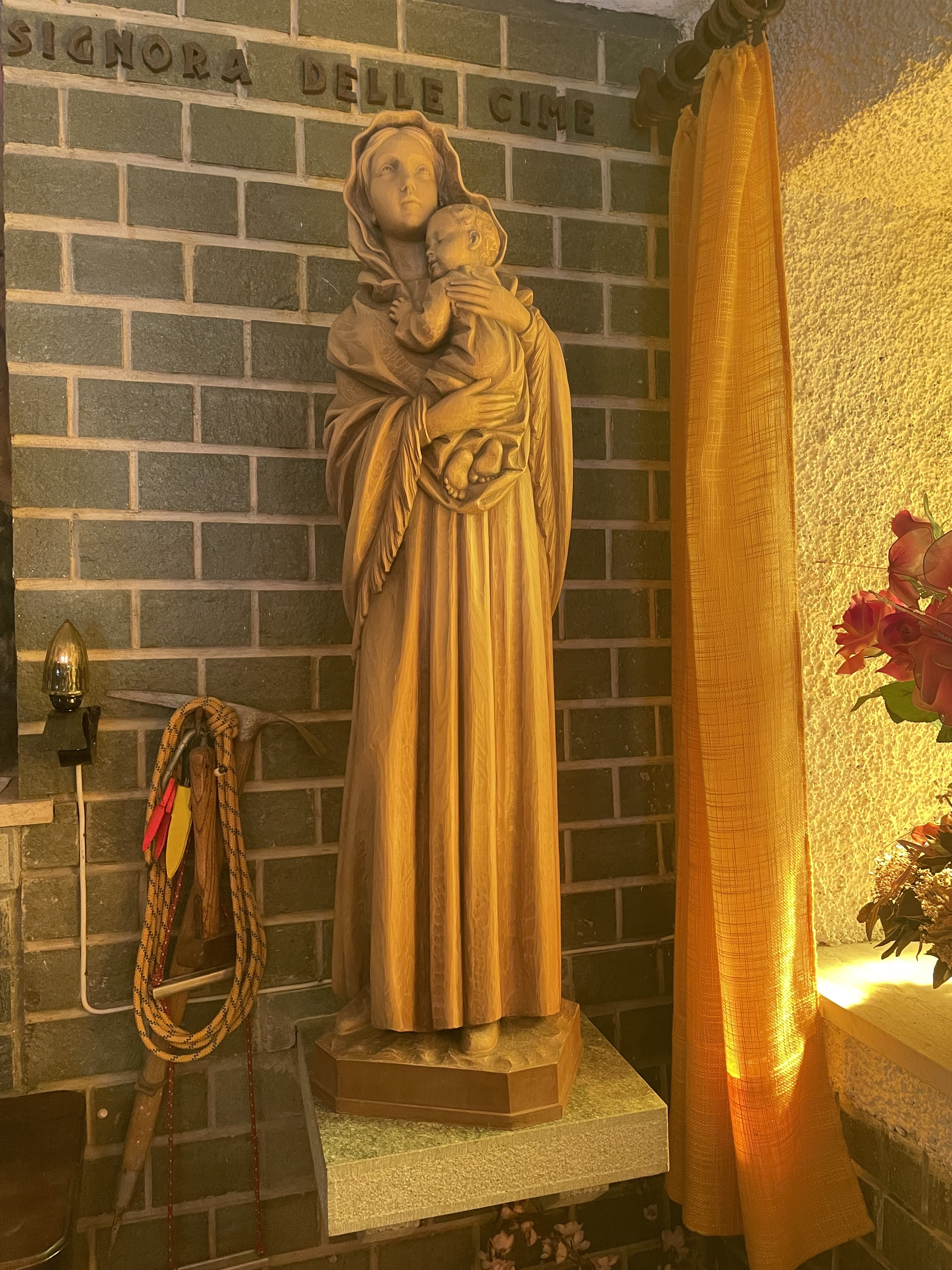
La Madonna col Bambino

La chiesa, situata nella piccola contrada di Cantiglio, sulle pendici del Monte Cancervo, è orientata con l'abside a sud est. L'edificio è preceduto da un sagrato delimitato da una staccionata in legno e presenta il fronte principale finito ad intonaco. Ai lati sono presenti due lesene appena accennate che delimitano l'edificio e si innalzano sino a sostenere la coperta a due falde che conclude architettonicamente l'edificio. Centralmente è presente l'ingresso ad arco con contorno in pietra protetto da tettuccio in legno a due falde. Sulla sommità della copertura è collocato il campanile a vela dotato di piccola campana.

### Interno
L'interno si presenta a navata unica con pianta rettangolare coperta da volta a botte. L'aula presenta una zoccolatura perlinata in abete. Il presbiterio è diviso dal resto dell'edificio da due lesene e rialzato di un gradino, coperto anch'esso da volta a botte. La mensa è realizzata pietra artificiale e al centro conserva una formella in rame sbalzato rappresentante la Cena in Emmaus. Sopra l'altare è presente un dipinto a tempera di recente fattura, rappresentante il martirio di San Lucio. Sempre sul presbiterio è posizionata una scultura lignea raffigurante la Madonna col bambino.